# Julio Rodríguez
Julio Yarnel Rodriguez (né le 29 decembre 2000 à Loma de Cabrera en République dominicaine) est un joueur de baseball des ligues majeures qui évolue au poste de champ centre avec les Mariners de Seattle. Il participe au match des étoiles en 2022 et 2023 (en) et est élu recrue de l'année en 2022. Il participe à l'épreuve de baseball aux Jeux Olympiques de 2020 pour la République Dominicaine avec laquelle il remporte la médaille de bronze et participe à la Classique mondiale du baseball 2023.

## Carrière

### Ligues Mineures
Julio Rodríguez signe un contrat de ligue mineure pour les Mariners de Seattle le 2 juillet 2017. En 2019, il démarre la saison au Powers de West Virginia (niveau A) pour lesquels il frappe ,293/,359/,491 avec 10 circuits en 67 matchs. Le 15 août 2019, il est assigné aux Nuts de Modesto (niveau A+) où il termine la saison avec 2 circuits et une moyenne au bâton de ,293 en 17 matchs. Il participe la même année à la Ligue d'Automne de l'Arizona avec les Javelinas de Peoria et frappe ,289/,397/,365 avec 4 bases volées. La saison de ligue mineure de 2020 est annulée à cause de la pandémie de Covid-19. Il participe avec les Leones del Escogido à la Ligue dominicaine de baseball hivernal et joue 18 matchs pour une moyenne de ,196.  
Le 28 janvier 2021, il est invité à l'entraînement de printemps des Mariners puis est assigné aux AquaSox d'Everett (niveau A+) avec qui il frappe ,325/,410/,581 et 6 circuits en 28 matchs. Le 29 juin 2021, il est assigné aux Travelers de l'Arkansas où il termine la saison avec des moyennes de ,325/,461/,546 et 7 circuits en 46 matchs.  

### Ligues Majeures
Le 18 novembre 2021, les Mariners de Seattle ajoutent Julio Rodríguez à leur effectif. Il fait ses débuts en Ligues Majeures le 8 avril 2022 face aux Twins du Minnesota. Il termine le match avec 0 coup sûr en 4 présences officielles au bâton. Il obtient son premier coup sûr le lendemain face aux Twins. Il ne frappe ensuite aucun coup sûr en 10 présences officielles. Il termine le mois d'avril avec ,206 en moyenne et 0 circuit. Il frappe son premier circuit le 1er mai face aux Marlins de Miami dans un match où il obtient 3 coups sûrs. En mai, il frappe ,309 de moyenne avec 6 circuits et est élu recrue du mois. Il participe au Home Run Derby et au match des étoiles et termine recrue du mois en juin. Il temine la saison 2022 avec une moyenne au bâton de ,284 avec 28 circuits, 75 points produits et 25 bases volées. Il remporte le titre de recrue de l'année et le prix silver slugger. 
Il démarre la saison 2023 avec une moyenne au bâton de ,204 et 7 circuits jusqu'au 21 mai (44 matchs). Entre le 22 at le 29 mai, il frappe pour une moyenne de ,471 et 3 circuits en enchainant 5 matchs avec 2 coups sûrs. Il participe pour la deuxième fois consécutive au Home Run derby et au match des étoiles. Entre le 13 août et le 2 septembre, il obtient au moins un coup sûr en 14 matchs consécutifs (,493 de moyenne). Il obtient au moins 4 coups sûrs dans 4 matchs consécutifs entre le 16 et 19 août. Il termine le mois avec une moyenne de ,429 avec 7 circuits et 11 bases volées et est élu joueur du mois d'août de la ligue Américaine. Il frappe son 30ème circuit de la saison le 11 septembre et obtient son 100ème point produit le 22 septembre. Il termine la saison 2023 avec une moyenne de ,275, 32 circuits, 37 bases volées et 103 points produits.

### Carrière internationale
En 2021, Julio Rodríguez participe à l'épreuve de baseball aux Jeux Olympiques avec la République Dominicaine où il obtient une médaille de bronze en battant la Corée du Sud 10 à 6. Il participe aussi à la Classique mondiale du baseball 2023.